# California (Maine)
California es un área no incorporada ubicada en el condado de Aroostook en el estado estadounidense de Maine.

## Geografía
California se encuentra ubicada en las coordenadas 47°4′9″N 68°6′21″O / 47.06917, -68.10583.